# Eleccions a São Tomé i Príncipe
Les elections a São Tomé i Príncipe dona informació sobre les eleccions i resultats electorals a São Tomé i Príncipe.
São Tomé i Príncipe elegeix a nivell nacional un cap d'estat - el president - i una legislatura. El president és elegit per un mandat de cinc anys pel poble. L'Assemblea Nacional (Assembleia Nacional) té 55 membres, elegits per un mandat de quatre anys en set circumscripcions plurinominals per representació proporciona. São Tomé i Príncipe té un sistema multipartidista.

## Últimes eleccions

### Presidencials
El 17 de juliol de 2016 Evaristo Carvalho de l'Acció Democràtica Independent va guanyar les eleccions preidencials.

### Legislatives
El 12 d'octubre de 2014 l'Acció Democràtica Independent va obtenir 33 dels 55 escons a l'Assemblea Nacional.